# Vilar de Gomareite
Vilar de Gomareite es un lugar situado en la parroquia de Bóveda, del municipio español de Villar de Barrio, en la provincia de Orense, Galicia.

## Demografía
| Gráfica de evolución demográfica de Vilar de Gomareite entre 2000 y 2023 |
|                                                                          |
| Datos según el nomenclátor publicado por el INE.                         |